# پاسکواله فستا کامپانیله
پاسکواله فستا کامپانیله (ایتالیایی: Pasquale Festa Campanile؛ ۲۸ ژوئیهٔ ۱۹۲۷ – ۲۵ فوریهٔ ۱۹۸۶) کارگردان، رمان‌نویس و فیلم‌نامه‌نویس ایتالیایی بود.

## فیلم‌شناسی
- دوشیزه‌ای برای شاهزاده (۱۹۶۵)
- خیانت به سبک ایتالیایی (۱۹۶۶)
- همه شما برهنه کجا می‌روید؟ (۱۹۶۹)
- سیه‌پر نر (۱۹۷۱)
- نخستین شیره زفاف (۱۹۷۲)
- عشق و انرژی (۱۹۷۵)
- چگونه از دست زن خلاص شده، یک معشوقه پیدا کنیم (۱۹۷۸)
- شنبه، یکشنبه و جمعه (۱۹۷۹)
- هیکل دختر زیبا (۱۹۷۹)
- راهزن (۱۹۸۰)
- وای خدا (۱۹۸۲)